# Тайро (тауншип, Миннесота)
Тайро (англ. Tyro) — тауншип в округе Йеллоу-Медисин, Миннесота, США. На 2000 год его население составило 208 человек.

## География
По данным Бюро переписи населения США площадь тауншипа составляет 94,1 км², из которых 94,0 км² занимает суша, а 0,1 км² — вода (0,06 %).

## Демография
По данным переписи населения 2000 года здесь находились 208 человек, 77 домохозяйств и 60 семей.  Плотность населения —  2,2 чел./км².  На территории тауншипа расположено 84 постройки со средней плотностью 0,9 построек на один квадратный километр. Расовый состав населения: 100,00 % белых.
Из 77 домохозяйств в 32,5 % воспитывались дети до 18 лет, в 72,7 % проживали супружеские пары и в 20,8 % домохозяйств проживали несемейные люди. 16,9 % домохозяйств состояли из одного человека, при том 2,6 % из — одиноких пожилых людей старше 65 лет. Средний размер домохозяйства — 2,70, а семьи — 3,08 человека.
27,9 % населения — младше 18 лет, 4,3 % — в возрасте от 18 до 24 лет, 26,0 % — от 25 до 44, 24,0 % — от 45 до 64, и 17,8 % — старше 65 лет. Средний возраст — 39 лет. На каждые 100 женщин приходилось 114,4 мужчин.  На каждые 100 женщин старше 18 приходилось 123,9 мужчин.
Средний годовой доход домохозяйства составлял 40 909 долларов, а средний годовой доход семьи —  41 932 доллара. Средний доход мужчин —  26 563  доллара, в то время как у женщин — 16 500. Доход на душу населения составил 16 897 долларов. За чертой бедности не находилась ни одна семья и 3,6 % всего населения тауншипа, из которых 6,9 % старше 65 лет.